# Liste der Kulturdenkmäler in Hatzenbühl
In der Liste der Kulturdenkmäler in Hatzenbühl sind alle Kulturdenkmäler der rheinland-pfälzischen Ortsgemeinde Hatzenbühl aufgeführt. Grundlage ist die Denkmalliste des Landes Rheinland-Pfalz (Stand: 26. Juni 2023).

## Denkmalzonen
| Bezeichnung                | Lage                                                   | Baujahr         | Beschreibung                                                                                                 | Bild            |
| -------------------------- | ------------------------------------------------------ | --------------- | --- | --------------- |
| Denkmalzone Luitpoldstraße | Luitpoldstraße 119/121–141/143 (ungerade Nummern) Lage | 18. Jahrhundert | straßenbildprägende zwei-, auch eingeschossige Fachwerkhäuser des 18. Jahrhunderts, partiell massiv erneuert | Fotos hochladen |

## Einzeldenkmäler
| Bezeichnung                          | Lage                                                                  | Baujahr                            | Beschreibung | Bild                           |
| ------------------------------------ | --------------------------------------------------------------------- | ---------------------------------- | --- | ------------------------------ |
| Katholische Pfarrkirche St. Wendelin | Kirchstraße, Ecke Feigenberg Lage                                     | 1929/30                            | barockisierender Saalbau, 1929/30, barocker Chor, 1755–1758, gotischer, 1776 erhöhter Turm; barockes Kirchhofskreuz, Rotsandstein | weitere Bilder Fotos hochladen |
| Friedhofskreuz                       | Lindenstraße, auf dem Friedhof Lage                                   | 1721                               | Friedhofskreuz, Kruzifix, gelbgrauer Sandstein, bezeichnet 1721 | Fotos hochladen                |
| Wegekreuz                            | Lindenstraße, Ecke Am Bildstöckel Lage                                | erste Hälfte des 16. Jahrhunderts  | Balkenkreuz, Rotsandstein, wohl aus der ersten Hälfte des 16. Jahrhunderts | Fotos hochladen                |
| Wegekreuz                            | Lindenstraße, Ecke Fliederweg Lage                                    | 18. Jahrhundert                    | barockes Balkenkreuz, 18. Jahrhundert | Fotos hochladen                |
| Wohnhaus                             | Luitpoldstraße 16/18 Lage                                             | 18. Jahrhundert                    | Fachwerkhaus, teilweise massiv, 18. Jahrhundert | Fotos hochladen                |
| Wohnhaus                             | Luitpoldstraße 30 Lage                                                | um 1800                            | eingeschossiges Fachwerkhaus mit Kniestock, um 1800 | Fotos hochladen                |
| Wohnhaus                             | Luitpoldstraße 48 Lage                                                | 18. Jahrhundert                    | Fachwerkhaus, teilweise massiv, 18. Jahrhundert | Fotos hochladen                |
| Wohnhaus                             | Luitpoldstraße 57 Lage                                                | 1688                               | Fachwerkhaus, bezeichnet 1688 | Fotos hochladen                |
| Wohnhaus                             | Luitpoldstraße 61 Lage                                                | 1699                               | Fachwerkhaus, bezeichnet 1699 | Fotos hochladen                |
| Wohnhaus                             | Luitpoldstraße 65/67 Lage                                             | 1784                               | eingeschossiges Fachwerkhaus mit Kniestock, bezeichnet 1784 | Fotos hochladen                |
| Schul- und Rathaus                   | Luitpoldstraße 81 Lage                                                | 1822                               | ehemalige Schule und Rathaus; stattlicher klassizistischer Treppengiebelbau, wohl aus der ersten Hälfte des 19. Jahrhunderts (angeblich von 1822) | Fotos hochladen                |
| Wohnhaus                             | Luitpoldstraße 90 Lage                                                | um 1800                            | Fachwerkbau, teilweise massiv, um 1800 | Fotos hochladen                |
| Wohnhaus                             | Luitpoldstraße 98 Lage                                                | um 1800                            | Fachwerkhaus, um 1800 | Fotos hochladen                |
| Wohnhaus                             | Luitpoldstraße 105 Lage                                               | 1785                               | Fachwerkhaus, teilweise massiv, bezeichnet 1785 | Fotos hochladen                |
| Wohnhaus                             | Luitpoldstraße 118/120 Lage                                           | Ende des 18. Jahrhunderts          | Fachwerkhaus, teilweise massiv, Ende des 18. Jahrhunderts | Fotos hochladen                |
| Wohnhaus                             | Luitpoldstraße 123 Lage                                               | zweite Hälfte des 18. Jahrhunderts | stattliches Fachwerkhaus auf Quadersockel, zweite Hälfte des 18. Jahrhunderts, zwei Sandsteintorpfeiler, bezeichnet 1802 | Fotos hochladen                |
| Wohnhaus                             | Luitpoldstraße 125 Lage                                               | erste Hälfte des 19. Jahrhunderts  | eingeschossiges Fachwerkhaus, erste Hälfte des 19. Jahrhunderts | Fotos hochladen                |
| Wohnhaus                             | Luitpoldstraße 129/131 Lage                                           | 1738                               | Fachwerkhaus, bezeichnet 1738 | Fotos hochladen                |
| Wohnhaus                             | Luitpoldstraße 135 Lage                                               | 18. Jahrhundert                    | Fachwerkhaus, 18. Jahrhundert | Fotos hochladen                |
| Wegekreuz                            | nordwestlich des Ortes an der K 11; Flur Lange Gewanne Lage           | 18. Jahrhundert                    | Wegekreuz; Balkenkreuz, Rotsandstein, bezeichnet 1897, Kreuz wohl älter (18. Jahrhundert?) | BW                             |
| Wegekreuz                            | nordöstlich des Ortes an einem Feldweg; Flur Unterer See Lage         | 1727                               | Wegekreuz; Sockelkreuz, bezeichnet 1727 | BW                             |
| Untermühle                           | östlich des Ortes am Ortsrand von Rheinzabern (Zur Untermühle 1) Lage | ab dem 18. Jahrhundert             | großes, weitgehend geschlossenes Anwesen; stattliches Wohnhaus, Reformarchitektur, um 1920/30, Fachwerk-Mühlengebäude, teilweise massiv, Walmdach, 18. Jahrhundert, weitere Nebengebäude, teilweise massiv, teilweise Fachwerk, 18. und 19. Jahrhundert | BW                             |